# Masaaki Endoh
Masaaki Endoh (遠藤 正明, Endō Masaaki), né le 28 août 1967 à Ishinomaki, préfecture de Miyagi au Japon. Il est un chanteur et compositeur japonais qui est en avant dans le secteur des bandes sonores pour productions de anime et tokusatsu. Il a récemment coopéré avec des musiciens camarade Hironobu Kageyama et Rica Matsumoto dans le groupe anison JAM Project. Il a aussi fait partie du groupe Blind Pig entre 2000 et 2003.
Il a été impliqué avec thèmes d'ouverture de The King of Braves GaoGaiGar ("Yuusha-Oh Tanjou!"), Abaranger ("Bakuryuu Sentai Abaranger") et GARO ("Savior in the Dark ~GARO~" avec JAM Project).

## Discographie

### Albums
- CHAKURIKU!! (27 novembre 2003)
- M.e. (29 novembre 2006)

### Singles
- Forever Friends

Apolon / 5 novembre 1995
Thème insertion de l'anime Street Fighter 2 V
- Killed by BREAK SPIDER

Toshiba EMI / 24 juillet 1996
Thème insertion de l'anime Bakusou Kyoudai Let's & Go!!
- A PIECE OF THE SUN (永遠のその先～You are the best buddies～)

Columbia Music Entertainment / 21 août 1997
Thèmes ouverture et fermeture de l'OVA B't X NEO
- A no Kawa wo Koete (あの河を越えて)

Victor Entertainment / 21 novembre 1998
Thème de fermeture de l'anime Hamos the Green Chariot
- READY, B-FIGHT!

Polystar / 3 mars 1999, crédité comme "Endou Maru" (えんどう丸)
Thème d'ouverture de l'anime Super B-Daman
- Senshi yo, Tachi Agare! (戦士よ、起ち上がれ!)

Bandai Music Entertainment / 21 juin 1999
Thème d'ouverture et chanson image d'anime Cybuster
- Bakuryū Sentai Abaranger (爆竜戦隊アバレンジャー)

Nippon Columbia / 1er mars 2003 (COCC-15460)
Thème d'ouverture de la série Bakuryū Sentai Abaranger
- Vital

Lantis / 25 juillet 2018 (LACM-14780)
Thème d'ouverture de l'anime Anges massacreurs
- Go-shōwa kudasai ware no na wa ! (ご唱和ください 我の名を！)

Lantis / 5 août 2020 (LACM-24014)
Thème d'ouverture de la série Ultraman Z
- Bakuage Sentai Boonboomger (爆上戦隊ブンブンジャー)

Nippon Columbia / 3 avril 2024 (COCC-18197)
Thème d'ouverture de la série Bakuage Sentai Boonboomger